# ヴィルヘルム・コッペ

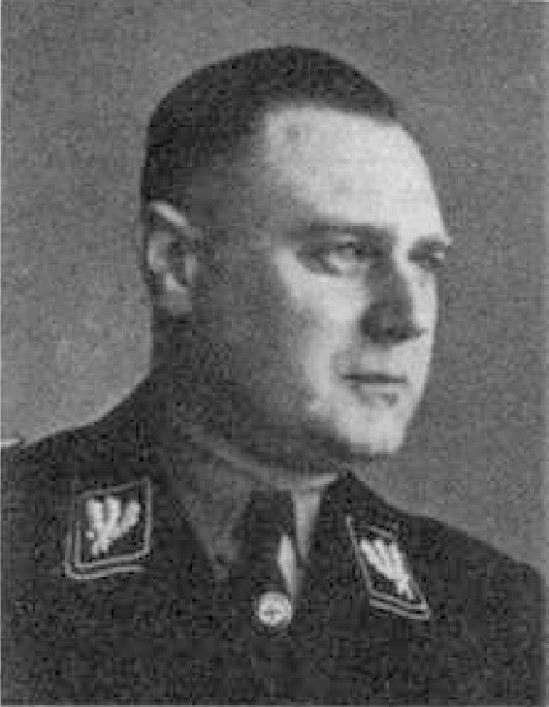
ヴィルヘルム・コッペ

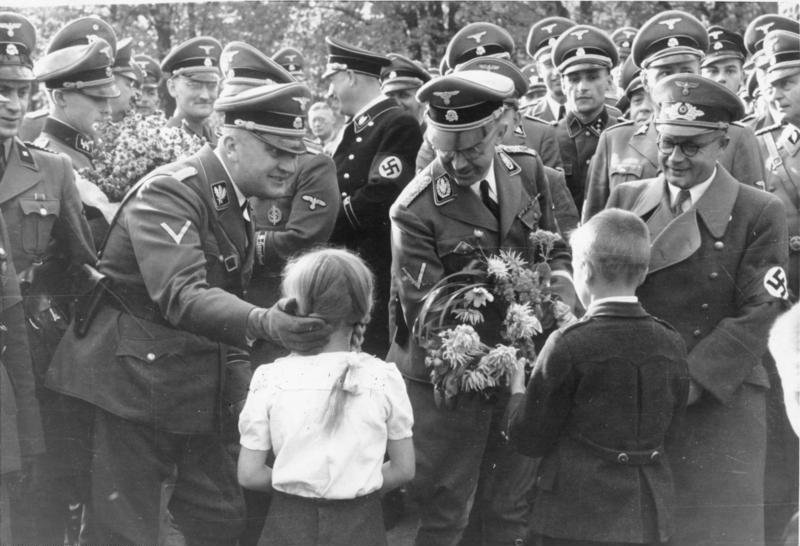
ヴィルヘルム・コッペ（子供の頭を撫でている人物）とハインリヒ・ヒムラー（花を受け取っている人物）。

ヴィルヘルム・コッペ（Wilhelm Koppe、1896年6月15日‐1975年7月2日）は、ナチス親衛隊の将軍。第二次世界大戦後期にポーランド総督府領内の親衛隊及び警察指導者を務めた。最終階級は親衛隊大将（SS-Obergruppenführer）、武装親衛隊大将（General der Waffen-SS）および警察大将（General der Polizei）。

## 略歴
ヒルデスハイムに裁判所廷吏の息子として生まれた。1914年8月半ばにドイツ陸軍に入隊し、第一次世界大戦に従軍した。一級鉄十字章と戦傷章黒章を受章している。軍での最終階級は予備役中尉。戦後は軍を離れ、ビジネスを始めた。1930年9月に国家社会主義ドイツ労働者党（ナチ党）に入党。その翌年に突撃隊に入隊し、1932年1月2日には親衛隊に入隊した。1933年12月にはナチ党の国会議員になった。各地の親衛隊地方組織を転々とし、1935年11月から1936年9月にかけて親衛隊上級地区「シュプレー」（本部ベルリン）の幕僚長（Stabführer）となり、その後、1939年10月まで親衛隊上級地区「エルベ」（本部ドレスデン）の保安警察監察官（Inspekteur der SiPo 略称IdS）を務め、ドレスデンやザクセン州のゲシュタポを指揮した。1939年10月からポーランド侵攻後にドイツ領に編入された旧ポーランド領に設置された親衛隊上級地区「ヴァルタ」の指導者と「ヴァルタ」親衛隊及び警察指導者（本部ポーゼン）に任じられた。1943年11月まで在職する。1943年10月から1945年4月にかけてフリードリヒ・ヴィルヘルム・クリューガーSS大将に代わって「東」親衛隊及び警察指導者（本部クラクフ）に就任した。戦況の悪化の中で総督府領内の3万人の結核患者の処刑を断行。また激化するレジスタンス活動を抑制するため、レジスタンス活動を行った者の男性家族は処刑、女子供の家族は強制収容所へ送ることを決定した。1944年7月にクラクフでポーランド地下組織がコッペの暗殺を試みているが、失敗している。
ドイツ敗戦後は偽名を騙ってボンのチョコレート工場で取締役をしていた。1960年に逮捕されたが、1962年に保釈される。裁判は1964年からボンではじまり、14万5000人の殺人の従犯の容疑で起訴された。しかし健康状態を理由に裁判は延期され、1966年にボン裁判所はコッペの訴追をしないことを決定した。西ドイツ政府はポーランド政府からコッペを犯罪人引き渡しすることを求められていたが、拒否している。コッペは1975年にボンで死去している。

## キャリア

### 親衛隊及び警察階級
- 1932年1月2日、親衛隊曹長（SS-Truppführer）
- 1932年9月1日、親衛隊大尉（SS-Sturmhauptführer）
- 1933年1月30日、親衛隊少佐（SS-Sturmbannführer）
- 1933年4月20日、親衛隊大佐（SS-Standartenführer）
- 1934年4月20日、親衛隊上級大佐（SS-Oberführer）
- 1934年8月23日、親衛隊少将（SS-Brigadeführer）
- 1936年9月13日、親衛隊中将（SS-Gruppenführer）
- 1941年4月20日、警察中将（Generalleutnant der Landespolizei）
- 1942年1月30日、親衛隊大将及び警察大将（SS-Obergruppenführer und General der Polizei）
- 1944年7月1日、 武装親衛隊大将（General der Waffen-SS）

### 受章
- 二級鉄十字勲章（1914年章）[1]
- 一級鉄十字勲章（1914年章）[1]
- 戦傷勲章黒章（1914年章）[1]
- 一級オリンピック勲章（Olympia-Ehrenzeichen）[1]
- 親衛隊全国指導者名誉長剣
- 親衛隊名誉リング
- 1938年3月13日記念メダル
- 1938年10月1日記念メダル
- 一級二級鉄十字章略章（1939年章）
- 一級及び二級剣付き戦功十字勲章[1]
- 黄金ナチ党員バッジ（1943年1月30日叙勲）[1]